# Tol'ko tri noči
Tol'ko tri noči (Только три ночи) è un film del 1969 diretto da Gavriil Georgievič Egiazarov.